# GARDEN (MAKAIのアルバム)
GARDEN（ガーデン）は、日本のクラブ、ハウスアーティストであるMAKAIのメジャーデビューアルバムであり、3rdアルバムでもある。BMG JAPANより2008年3月5日に発売された。

## 解説
- 2ndアルバム『Stay True』から約1年後にリリース。
  - メジャーデビュー発売にむけクラブツアー（全国20ヶ所以上）を開催した[1]。
- 今作は青山テルマ、YUKA（moumoon）、WISE、Ryohei、Maryといった今注目のボーカリストを揃えた。
- そのほか、1stアルバム『Frontier』に収録されている「Move Your Feelings」の別バージョンや2ndアルバム『Stay True』の「Sunrise feat. Samantha Nelson」と「New Day feat. arvin homa aya」のリミックスが収録されている。
- 「Garden of Love feat. 青山テルマ」はABCマートTV-CMソングとなった。
- アルバムとは別に、iTunes限定で「Garden of Love feat. 青山テルマ」の「Exclusive Edit」が先行配信された。

## 収録曲
1. Message feat. WISE
2. Garden of Love feat. 青山テルマ
  - ABCマートCMソング。PVがある。
3. Can't you feel? feat. YUKA from moumoon
4. Love So Bright feat. Ryohei
  - 4thアルバムにも参加
5. Breakout feat. Mary -Original Mix-
  - スウィング・アウト・シスター『Breakout』（1986年）のカバー
6. Move Your Feelings Ver 2.0 feat. Samantha Nelson
  - 1stアルバム『Frontier』に収録されている『Move Your Feelings』のアレンジバージョン
7. Sunrise feat. Samantha Nelson -sugiurumn remix-
  - sugiurumnによるリミックス
8. New Day feat. arvin homa aya -SH Club Mix-
  - GTSのSatoshi Hidakaによるリミックス
9. In The World feat. WISE